# Tight gas
Il gas da sabbie compatte, o gas da arenarie compatte, o tight gas (lingua inglese) è un tipo di giacimento di gas naturale non convenzionale costituito da rocce a bassa macroporosità e poco permeabili. 
Questi giacimenti di gas da sabbie compatte si possono trovare anche nelle miniere di carbone.
La tecnologia utilizzata per estrarre il gas da questi giacimenti è analoga a quella utilizzata per lo shale gas: si inizia con un perforazione con andamento verticale perforazione nel sottosuolo, successivamente si devia verso una perforazione orizzontale che può essere completata da un'operazione di fratturazione idraulica per aumentare la fratturazione presente nelle rocce aumentandone la permeabilità per meglio produrre il gas intrappolato.

## Fonti
- (EN) NaturalGas.org. URL consultato il 3 giugno 2012 (archiviato dall'url originale il 10 maggio 2012).